# Barbarea lutea
Barbarea lutea là một loài thực vật có hoa trong họ Cải. Loài này được Coode & Cullen mô tả khoa học đầu tiên năm 1965.